# Ruffey-le-Château
Ruffey-le-Château ist eine französische Gemeinde mit 366 Einwohnern (Stand: 1. Januar 2022) im Département Doubs in der Region Bourgogne-Franche-Comté.

## Geographie
Ruffey-le-Château liegt auf einer Höhe von 228 m über dem Meeresspiegel, zwei Kilometer östlich von Marnay und etwa 18 Kilometer westnordwestlich der Stadt Besançon (Luftlinie). Das Dorf erstreckt sich an leicht erhöhter Lage in der breiten Talebene des Ognon, südlich des Flusses nahe der Einmündung der Recologne.
Die Fläche des 7,25 km² großen Gemeindegebiets umfasst einen Abschnitt des unteren Ognontals. Die nördliche Grenze verläuft meist entlang dem Ognon, der hier mit einigen Windungen durch eine ungefähr zwei Kilometer breite Talebene nach Westen fließt. Vom Flusslauf erstreckt sich das Gemeindeareal südwärts über die auf durchschnittlich 205 m gelegene Alluvialebene, die überwiegend mit Acker- und Wiesland bestanden ist, jedoch auch einige kleinere Waldflächen zeigt. Weiter im Süden folgen die Anhöhe von Ruffey, auf der mit 239 m die höchste Erhebung von Ruffey-le-Château erreicht wird, und der ausgedehnte Bois de la Vaivre. Nach Osten erstreckt sich das Gemeindeareal in die Talniederung des Ruisseau de Recologne und in die Waldung des Bois d’Avaux. 
Nachbargemeinden von Ruffey-le-Château sind Brussey und Chevigney-sur-l’Ognon im Norden, Recologne im Osten, Franey und Burgille im Süden sowie Marnay im Westen.

## Geschichte
Das Gemeindegebiet von Ruffey war schon sehr früh besiedelt. Es existieren Mauerfundamente eines römischen Landgutes. Der Ortsname Ruffey geht auf Ruffiacum (Landgut des Ruffius) zurück. Im Mittelalter bildete Ruffey den Mittelpunkt einer Herrschaft, die unter der Oberhoheit der Herzöge von Burgund stand. Zusammen mit der Franche-Comté gelangte Ruffey mit dem Frieden von Nimwegen 1678 definitiv an Frankreich. Um eine Verwechslung mit anderen gleichnamigen Gemeinden zu vermeiden, wurde Ruffey im Jahr 1922 offiziell in Ruffey-le-Château umbenannt. Heute ist Ruffey-le-Château Mitglied des Gemeindeverbandes Val Marnaysien.

## Sehenswürdigkeiten
Die einschiffige Kirche Saint-Antide wurde im frühen 18. Jahrhundert errichtet, während der Glockenturm von 1746 stammt. 1836 wurde das Oratoire Saint-Antide an der Hauptstraße erbaut. Das ehemalige mittelalterliche Schloss wurde im Lauf der Zeit mehrfach umgestaltet und restauriert, insbesondere im 15. und im 18. Jahrhundert.

## Bevölkerung
| Jahr                       | 1962 | 1968 | 1975 | 1982 | 1990 | 1999 | 2005 | 2016 |
| Einwohner                  | 129  | 95   | 131  | 163  | 234  | 275  | 284  | 360  |
| Quellen: Cassini und INSEE |      |      |      |      |      |      |      |      |

Mit 366 Einwohnern (Stand 1. Januar 2022) gehört Ruffey-le-Château zu den kleinen Gemeinden des Départements Doubs. Nachdem die Einwohnerzahl in der ersten Hälfte des 20. Jahrhunderts deutlich abgenommen hatte (1911 wurden noch 158 Personen gezählt), wurde seit Beginn der 1970er Jahre wieder ein deutliches Bevölkerungswachstum verzeichnet. Seither hat sich die Einwohnerzahl verdreifacht.

## Wirtschaft und Infrastruktur
Ruffey-le-Château war bis weit ins 20. Jahrhundert hinein ein vorwiegend durch die Landwirtschaft (Ackerbau, Obstbau und Viehzucht) und die Forstwirtschaft geprägtes Dorf. Daneben gibt es heute einige Betriebe des lokalen Kleingewerbes. Mittlerweile hat sich das Dorf auch zu einer Wohngemeinde gewandelt. Viele Erwerbstätige sind Wegpendler, die in der Agglomeration Besançon ihrer Arbeit nachgehen.
Die Ortschaft ist verkehrstechnisch gut erschlossen. Sie liegt an der Hauptstraße D67, die von Besançon nach Gray führt. Der nächste Anschluss an die Autobahn A36 befindet sich in einer Entfernung von ungefähr 13 Kilometern. Weitere Straßenverbindungen bestehen mit Marnay und Chevigney-sur-l’Ognon.